# Moov Côte d'Ivoire
Moov Africa Côte d'Ivoire est le nom commercial de Atlantique Telecom Côte d’Ivoire, opérateur de télécommunications, filiale du groupe Maroc Télécom lancé en côte d’ivoire depuis 2006 sous le nom de Etisalat.  

## Histoire
En 2006, Etisalat a pour slogan #NO LIMIT#.
Aujourd’hui, la nouvelle vision d’identité grâce à l’innovation, MOOV CI devient MOOV AFRICA Civ et change de logo et de slogan #Un monde nouveau vous appelle# depuis le 21 Janvier 2021 qui est propriété de Maroc Telecom. Moov est le troisième opérateur de téléphonie mobile du pays (derrière Orange et MTN), avec 7,1 millions d'abonnés.
Atlantique Telecom avec sa marque Moov opère aussi dans plusieurs autres pays d’Afrique de l'Ouest : Bénin, Burkina Faso, Côte d'Ivoire, Gabon, République centrafricaine, Niger et Togo.
Moov a mis sur pied, un projet de formation certifiée aux métiers du digital nommé Moov Cyberlab.